# بني سلمان
بني سلمان هي قرية عربية جبلية مغربية شمال المملكة. تنتمي بني سلمان لإقليم شفشاون. تضم هذه الجماعة القروية 23.396 نسمة والمركز يضم 5.043 نسمة فقط (إحصاء 2004).